# Рохус Ібром
Рохус Ібром (нім. Rochus Ibrom; 11 серпня 1913, Позен, Німецька імперія — ?) — унтер-офіцер вермахту, машиніст військового поїзда. Кавалер Лицарского хреста Хреста Воєнних заслуг з мечами.

## Нагороди
- Хрест Воєнних заслуг 2-го і 1-го класу з мечами
- Залізний хрест 2-го і 1-го класу
- Медаль «За зимову кампанію на Сході 1941/42»
- Лицарський хрест Хреста Воєнних заслуг з мечами (12 березня 1944)